# Colind de Crăciun: Filmul
Colind de Crăciun: Filmul (titlu original: Christmas Carol: The Movie) este un film de Crăciun din 2001 bazat pe nuvela clasică "Colind de Crăciun" a lui Charles Dickens din 1843. Este un  film  britanic de animație  regizat de Jimmy T. Murakami. Rolurile principale au fost interpretate de actorii  Simon Callow, Kate Winslet și Nicolas Cage.

## Distribuție
- Simon Callow – Charles Dickens/Ebenezer Scrooge
- Kate Winslet – Belle
- Nicolas Cage – Jacob Marley
- Jane Horrocks – Ghost of Christmas Past
- Michael Gambon – Ghost of Christmas Present
- Rhys Ifans – Bob Cratchit
- Juliet Stevenson – Emily Cratchit
- Robert Llewellyn – Old Joe
- Beth Winslet – Fan
- Colin McFarlane – Albert Fezziwig